# Saurenchelys meteori
Saurenchelys meteori is een  straalvinnige vissensoort uit de familie van toveralen (Nettastomatidae). De wetenschappelijke naam van de soort is voor het eerst geldig gepubliceerd in 2000 door Klausewitz & Zajonz.
De soort staat op de Rode Lijst van de IUCN als niet bedreigd, beoordelingsjaar 2009.